# Enrique Contreras y Camargo
Enrique Contreras y Camargo (Madrid, 1872-Madrid, 1939) fue un escritor y periodista español.

## Biografía
Nació el 13 de marzo de 1872 en Madrid. Novelista y autor dramático, fue colaborador de numerosos periódicos literarios, entre ellos La Ilustración Española y Americana, Hojas Selectas (1903) y redactor del Diario Universal (1903). Fue miembro de la Asociación de la Prensa de Madrid desde 1896. Falleció en Madrid en 1939, supuestamente con una edad de sesenta y siete años.